# Gala-Sidamo (província)

África Oriental Italiana

Gala-Sidamo (Gallo-Sidamo) foi uma das seis províncias da África Oriental Italiana, criado ao fundir os reinos, províncias e principados no sul do recém conquistado Império Etíope. A sua capital era Jimma.